# United Jazz + Rock Ensemble

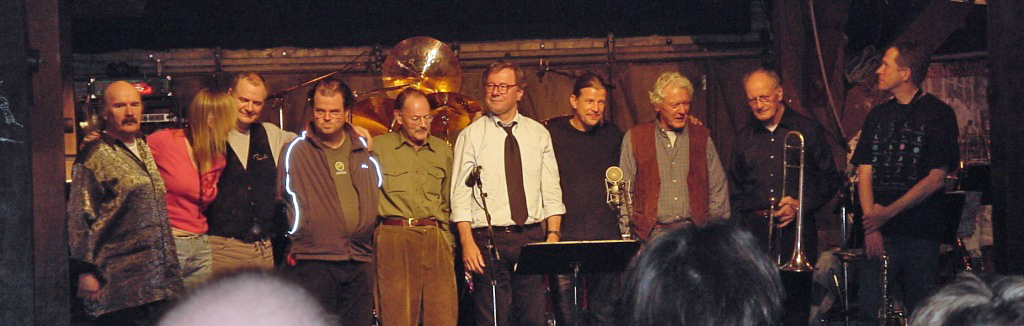
United Jazz + Rock Ensemble "Farewell Tour 2002".

O United Jazz + Rock Ensemble (abreviado United ou UJRE) desenvolvido a partir de um grupo de músicos de jazz que foi formada por um programa de televisão de Süddeutscher Rundfunk (South German Broadcasting). Quase todos os futuros membros da "United" estavam presentes desde o início.
O grupo tocou em sua maioria composições originais que vão desde o jazz ao rock. Charlie Mariano experiente com a música indiana ocasionalmente trouxe elementos étnicos. Alguns dos membros ocupam cargos de ensino com várias faculdades musicais.
Durante os 27 anos de sua existência, a banda produziu quatorze álbuns, todos eles em Mood Records.
Em 2002, o grupo passou a sua "Farewell Tour 2002".
O elenco final de 2002 foi de Wolfgang Dauner (piano), Barbara Thompson (saxofone), Jon Hiseman (bateria), Dave King (baixo), Ian Carr (trompete), Volker Kriegel (guitarra), Rüdiger Baldauf (trompete), Ack van Rooyen (trompete, fliscorne), Albert Mangelsdorff (trombone), Christof Lauer (saxofone).
Antigos membros incluem Eberhard Weber (baixo), Kenny Wheeler (trompete), Johannes Faber (trompete), Charlie Mariano (saxofone e étnicas), Thorsten Benkenstein (trompete), Peter O'Mara (guitarra).